# Aborto en Hidalgo
La Interrupción Legal del Embarazo en Hidalgo refiere al status legal que tiene la llamada ILE en ese estado mexicano, donde el aborto inducido está totalmente despenalizado y legalizado, desde junio de 2021, a petición de cualquier mujer gestante en la entidad hasta la duodécima semana; además de las causales de violación, imprudencial, peligro de muerte, daño a la salud, alteración al producto y fecundación asistida indebida.
Hidalgo es la tercera entidad federativa de México en despenalizar y legalizar el aborto electivo, tres meses antes de las jurisprudencias de 2021 y 2023 de la Suprema Corte de Justicia de la Nación (acciones de inconstitucionalidad AI 148/2017, AI 106/2018, AI 107/2018 y AI 54/2018; amparo en revisión AR 267/2023).

## Marco normativo actual
|  |  |
|  |  |

### Regulación penal
| Artículo | Concepto                        | Descripción |
| -------- | ------------------------------- | --- |
| 154.º    | Definición de aborto            | Después de la semana 12 de gestación la cual inicia después de la implantación del embrión en el endometrio. |
| 155.º    | Sanciones por aborto consentido | Gestante y colaborador: 6 meses a 1 año de prisión y de 10 a 40 días de multa. Solo cuando es consumado y después del límite legal (sanciones inválidas por sentencia AI 148/2017 de la SCJN).                                                                                 |
| 156.º    | Definición de aborto forzado    | Interrupción del embarazo sin consentimiento de la mujer o la persona gestante. |
| 156.º    | Sanciones por aborto forzado    | 3 a 7 años de prisión y multa de 40 a 150 días de multa (si se emplea violencia aumenta de 4 a 9 años de prisión y multa de 50 a 200 días). |
| 156.º    | Sanciones por aborto específico | Suspensión profesional por un tiempo igual a la pena en cárcel (personal de medicina, enfermería o matronería). Por aborto consentido después del límite legal (sanciones inválidas por sentencia AI 148/2017 de la SCJN) o por aborto forzado.                                |
| 158.º    | Causales del aborto legal       | Excluyentes de responsabilidad: I imprudencial, II violación y fecundación asistida indebida, III peligro de muerte y daño a la salud, IV alteración al producto. |
| 158.º    | Causales del aborto legal       | En la fracción II no es necesaria denuncia previa ante el Ministerio Público. Igualmente, en la III no se indica cuantas o cuantos profesionales de la medicina se necesitan para emitir juicio respecto a esa causal, mientras que en la IV solo se necesita el de una o uno. |

### Regulación de salud
| Artículo    | Concepto                                                                                        | Descripción |
| ----------- | ----------------------------------------------------------------------------------------------- | --- |
| 3.º         | Titulo Primero. Disposiciones Generales. Capitulo Único. Fracción A. Párrafo III bis.           | La Secretaría de Salud debe evaluar, operar, organizar y supervisar la prestación del servicio de la interrupción del embarazo. |
| 5.º ter     | Titulo Segundo. Distribución de Competencias. Capitulo Único. Disposiciones Comunes.            | Las instituciones privadas, públicas y sociales que operen en el estado deben proveer servicios de interrupción del embarazo. En las instituciones públicas de salud, se procederá en condiciones de calidad y salubridad, que garanticen la dignidad humana, de manera gratuita y según las causales y supuestos del Código Penal. |
| 5.º ter     | Titulo Segundo. Distribución de Competencias. Capitulo Único. Disposiciones Comunes.            | Se otorgará información objetiva, oportuna, suficiente y veraz sobre consecuencias, efectos, procedimientos y riesgos; así como de alternativas y apoyos y alternativas existentes para que la o el gestante pueda tomar una decisión de manera informada, libre y responsable.                                                     |
| 12.º quáter | Titulo Tercero. Salubridad Local. Capítulo I Bis. Profesionales, técnicos y auxiliares.         | El personal médico tiene derecho a no realizar estos procedimientos si sus convicciones personales o creencias religiosas no se los permiten. Sin embargo, están obligados a referir a la o el paciente con otra u otro profesional no objetor.                                                                                     |
| 12.º quáter | Titulo Tercero. Salubridad Local. Capítulo I Bis. Profesionales, técnicos y auxiliares.         | No puede invocarse la objeción de consciencia cuando el procedimiento debe realizarse con urgencia (para salvaguardar la salud o la vida del gestante). |
| 12.º quáter | Titulo Tercero. Salubridad Local. Capítulo I Bis. Profesionales, técnicos y auxiliares.         | Todas las instituciones públicas de salud deben contar, de manera permanente, con personal no objetor para prestar, de manera oportuna, el servicio. El ejercicio de la objeción de conciencia no derivará en ningún tipo de discriminación laboral.                                                                                |
| 98.º        | Titulo Tercero. Salubridad Local. Capítulo XII. Centros penitenciarios o de reinserción social. | Se deben administrar, dirigir e integrar servicios médicos para facilitar el acceso oportuno y eficiente a la interrupción del embarazo. |

## Historia

### Despenalización y legalización
En julio de 2019, durante la LXIV legislatura del Congreso del Estado de Hidalgo, se ingresó para consideración el dictamen 154 para despenalizar y legalizar el aborto electivo hasta el primer trimestre de embarazo a través de una reforma al Código Penal para el Estado de Hidalgo y a la Ley de Salud para el Estado de Hidalgo. Fue rechazado el 12 de diciembre del mismo año por el Pleno con 15 legisladores ya que el grupo parlamentario del Movimiento de Regeneración Nacional (Morena, partido mayoritario en el congreso local que suele clasificarse como izquierda populista en el espectro político mexicano) se dividió y una parte de este (todos del llamado "Grupo Universidad" por estar asociados a la Universidad Autónoma del Estado de Hidalgo) decidió no impulsar la reforma. Eso fortaleció al Partido Acción Nacional (PAN, partido minoritario en el congreso local y que suele clasificarse como derecha conservadora en el espectro político mexicano) que se ha caracterizado desde la década del 2000 por impedir y hasta criminalizar aún más la práctica del aborto consentido en México.
| Fecha de ingreso:                     | 9 de julio de 2019                                                   |
| Promotores/as:                        | Diputadas y diputados del Movimiento de Regeneración Nacional        |
| Comisiones revisoras:                 | Legislación y Puntos Constitucionales Seguridad Ciudadana y Justicia |
| Fecha de votación en el pleno:        | 12 de diciembre de 2019                                              |
| Resultado de la votación en el pleno: | 10 a favor. 15 en contra. 5 abstenciones.                            |

Lo anterior provocó una crisis interna en Morena pues meses antes sus diputados locales habían firmado un acuerdo con la dirigente general de ese partido, Yeidckol Polevnsky Gurwitz, para sacar adelante el proyecto. Es por eso que la Comisión Nacional de Honor y Justicia del partido les abrió una investigación de oficio. El único pretexto que pusieron los diputados rebeldes fue que se había acordado no discutir ese tema en ese momento debido a que la aprobación de los presupuestos era mucho más urgente. La noticia fue obviamente recibida con mucha decepción por las asociaciones, organizaciones y colectivas feministas.
Fue hasta junio de 2021, durante esa misma legislatura del Congreso local, que se turnó el dictamen 150 para volver a modificar tanto el Código Penal como la Ley de Salud. El sufragio fue nominal por lo que se hizo registrando la identidad de las y los legisladores en las actas de sesión de ese día. Fue aprobado el 30 de junio del mismo año por el Pleno con 16 legisladores. El resto decidió no votar porque acusaban a Morena de supuestamente haber avalado el proyecto en comisiones, un día antes, sin haberlos consultados. Los cambios fueron finalmente publicados con el decreto número 728 en el Periódico Oficial, sin ninguna objeción por parte del gobernador Omar Fayad Meneses, el día 6 de julio para entrar en vigor un día después.
| Fecha de ingreso:              | 28 de junio de 2021                                           |
| Promotores/as:                 | Diputadas y diputados del Movimiento de Regeneración Nacional |
| Comisiones revisoras:          | Legislación y Puntos Constitucionales                         |
| Fecha de votación en el pleno: | 30 de junio de 2021                                           |

| Partido                              | A favor           | En contra         | Abstención        |
| ------------------------------------ | ----------------- | ----------------- | ----------------- |
| Movimiento de Regeneración Nacional  | 16                | -                 | 1                 |
| Partido Acción Nacional              | Sin participación | Sin participación | Sin participación |
| Partido Encuentro Solidario          | Sin participación | Sin participación | Sin participación |
| Partido Nueva Alianza                | Sin participación | Sin participación | Sin participación |
| Partido Revolucionario Institucional | Sin participación | Sin participación | Sin participación |
| Partido de la Revolución Democrática | Sin participación | Sin participación | Sin participación |
| Partido del Trabajo                  | Sin participación | Sin participación | Sin participación |
| Total                                | 16                | 0                 | 1                 |

| Artículo     | Antes de la reforma | Despues de la reforma |
| ------------ | --- | --- |
| Código Penal | | |
| 154.º        | Definición de aborto: es la muerte del producto de la concepción en cualquier momento del embarazo. El causado culposamente será punible                           | Definición de aborto: después de la decimosegunda semana de gestación y a partir de la implantación del embrión en el endometrio. |
| 155.º        | Sanciones al o la gestante y al o la colaborador/a: 1 a 3 años de prisión y multa de 10 a 40 días. Únicamente por aborto consentido.                               | Sanciones al o la gestante y al o la colaborador/a: 6 meses a 1 año de prisión y multa de 10 a 40 días. Únicamente después del límite legal y por aborto consentido.                                                                                     |
| 156.º        | Sanciones de aborto forzado y específico: | Definición y sanciones de aborto forzado y específico: |
| 156.º        | No existe | En cualquier momento del embarazo y sin consentimiento de la mujer. |
| 156.º        | 3 a 7 años de prisión y multa de 40 a 150 días (aumenta de 4 a 9 años de prisión y multa de 50 a 200 días si hubo violencia física o moral).                       | 3 a 7 años de prisión y multa de 40 a 150 días (aumenta de 4 a 9 años de prisión y multa de 50 a 200 días si hubo violencia física o moral). |
| 156.º        | Suspensión profesional del personal de salud de 1 a 3 años. | Suspensión profesional del personall de salud por un tiempo igual a la pena en cárcel. |
| 157.º        | Atenuantes por exclusión social o extrema pobreza: 3 meses a 2 años de prisión y multa de 5 a 25 días. Únicamente a la mujer que lo consienta.                     | Se deroga |
| 158.º        | No punibilidad en: | Excluyente de responsabilidad en: |
| 158.º        | I Imprudencial. | I Imprudencial. |
| 158.º        | II Violación y fecundación asistida indebida (primeros 3 meses / con denuncia y autorización previa del Ministerio Público).                                       | II Violación y fecundación asistida indebida (sin límite temporal / denuncia o autorización previa del Ministerio Público). |
| 158.º        | III Daño a la salud (sin especificar el número de profesionales de la medicina que emitirían juicio).                                                              | III Daño a la salud (sin especificar el número de profesionales de la medicina que emitirían juicio). |
| 158.º        | IV Alteración al producto (dos profesionales de la medicina). | IV Alteración al producto (un/una profesional de la medicina). |
| Ley de Salud | | |
| 3.º          | Servicios de salubridad general. No existía el concepto. | Se añade el párrafo III bis al apartado A sobre interrupción del embarazo. |
| 5.º ter      | No existía el artículo. | Se autorizan los servicios de interrupción del embarazo según los supuestos de la legislación aplicable en todas las instituciones públicas, privadas y sociales de salud. Garantizarán la calidad, dignidad, gratuidad y salubridad.                    |
| 5.º ter      | No existía el artículo. | Se otorgará información objetiva, oportuna, suficiente y veraz sobre las consecuencias, efectos, procedimientos y riesgos del procedimiento; así como las alternativas y apoyos existentes para que se tome una decisión informada, libre y responsable. |
| 12.º quáter  | Objeción de consciencia: | Objeción de consciencia: |
| 12.º quáter  | Los prestadores de servicio de salud podrán excusarse de intervenir en el aborto no punible, teniendo la obligación de referir a la mujer con personal no objetor. | Los prestadores de servicio de salud podrán excusarse de intervenir en la interrupción legal del embarazo, teniendo la obligación de referir a la mujer con personal no objetor.                                                                         |
| 12.º quáter  | Será obligación de las instituciones públicas de salud garantizar la oportuna prestación de los servicios y contar con personal no objetor.                        | Será obligación de las instituciones públicas de salud garantizar la oportuna prestación de los servicios y la permanente disponibilidad de personal no objetor.                                                                                         |
| 12.º quáter  | No podrá invocarse cuando el aborto no punible sea urgente para salvaguardar la salud o la vida de la mujer.                                                       | No podrá invocarse cuando la interrupción legal del embarazo sea urgente para salvaguardar la salud o la vida de la mujer. |
| 12.º quáter  | Su ejercicio no derivará en ningún tipo de discriminación laboral.                                                                                                 | Su ejercicio no derivará en ningún tipo de discriminación laboral. |
| 98.º         | Servicios médicos en reclusorios y centros de readaptación social. No existía el concepto.                                                                         | Se incluye la interrupción legal del embarazo en ambos párrafos. |

### El caso Carlota
Entre 2015 y 2022, se dio el caso de una adolescente de dieciséis años, originaría del municipio de Pachuca, que vivía en condiciones precarias y a quien se le negó interrumpir su embarazo producto de una agresión sexual por parte de un vecino.
El delito se cometió el 13 de enero de 2015 cuando Carlota salió durante las primeras horas de la noche a una tienda para comprar tortillas. Cuando regresó a su casa, el agresor la jaló del brazo y la subió a la fuerza a un vehículo. Posterior a la agresión, la amenazó con dañar a su familia si decía algo. Así, llena de temor, ella decidió ocultar todo lo sucedido hasta que un mes después comenzó a sentir náuseas y dolores de estómago. Fue llevada al médico, donde únicamente le recetaron unas pastillas desparasitantes, las cuales no tuvieron ningún efecto. Entonces, el 19 de febrero de ese mismo año se comprobó que estaba embarazada mediante una prueba que salió positiva. Es entonces cuando Carlota decide contarle todo a su madre.
Ambas fueron juntas a denunciar el 20 de febrero de 2015. Una vez ahí, una agente del Ministerio Público solicitó a la Dirección General de Servicios Periciales de la entonces Procuraduría General de Justicia de Hidalgo que se practicaran una serie de estudios de integridad física, así como un dictamen ginecológico y una valoración psicológica que fueron integrados a la carpeta de investigación. La revisión de las pruebas estuvo a cargo de una perita en psicología, la cual concluyó que la adolescente reflejaba indicadores de inmadurez sexual, así como inseguridad y conflicto en dicha área (probablemente por el embarazo en curso y la edad). Además, estipuló que Carlota no presentaba indicadores agresivos como rechazo al contacto, temor a la violación, miedo al varón o estrés postraumático. Además, no refirió haber experimentado alteraciones de sueño, alimentación o decremento en el rendimiento escolar; los cuales son rasgos comúnmente encontrados en víctimas de violencia sexual.
Días después, el 2 de marzo de 2015, la madre de la víctima solicitó autorización ante el Ministerio Público para que Carlota pudiera abortar legalmente pues así lo requería tanto el Código Penal para el Estado de Hidalgo (antes de la reforma de 2021) como la NOM-046-SSA2-2005 (antes de las modificaciones de 2016). No obstante, su petición fue rechazada en tres ocasiones ya que derivado del dictamen de psicología, no se podía "comprobar el delito". Carlota tenía que demostrar que tuvo afectaciones físicas o el área psicosexual. La adolescente tenía que vivir un tiempo más o menos prolongado en inquietud y zozobra. No sólo eso, como Carlota había hecho la denuncia un día después de saber que estaba embarazada, tampoco no se cumplía con lo estipulado en el Código Penal local.
Así, Carlota tuvo que abortar en una clínica privada de la Ciudad de México. Sin embargo, el 23 de marzo de 2015, con ayuda del Grupo de Información en Reproducción Elegida (GIRE), promovió un amparo contra el Congreso del Estado de Hidalgo, el Gobernador del estado y el Ministerio Público solicitando la reparación integral por el abuso a sus derechos humanos. En aquel documento se reclamaba que:
- El análisis del dictamen de psicología fue tendencioso y carecía de elementos necesarios para ser tomados en cuenta. El método empleado no fue el correcto pues desatendió los lineamientos que se contemplan en la NOM 046-SSA2-2005, no contenía material de soporte en el que la perita basó sus conclusiones y se parte de la idea de que la violación únicamente se materializa con violencia física. De esta manera, los acuerdos emitidos por el Ministerio Público adolecen de vicios propios al otorgarle validez a ese peritaje.
- No se habían respetado varios derechos y principios, como son: 
  - A la salud, pues el Código Penal local fijaba un plazo arbitrario de 90 días y la comprobación del delito sólo retrasa injustificadamente el acceso a un servicio de salud urgente.
  - A la igualdad y a la no discriminación, pues se condiciona la autorización del aborto legal a la presentación de una denuncia previa a tener conocimiento del embarazo, lo que afecta sobre todo a las mujeres ya que son ellas las que enfrentarían un embarazo no deseado en casos de violación.
  - A la integridad personal, pues al negársele la interrupción del embarazo, se le generarían afectaciones físicas y psicológicas que se equiparan a tratos crueles, inhumanos o degradantes.
  - A la vida privada y a la no injerencia arbitraria por parte del Estado, pues son las autoridades, y no la quejosa, quienes deciden sobre los derechos reproductivos, sexuales y de salud de la víctima.
  - De interés superior de la niñez, pues las menores de edad se enfrentan a mayores riesgos y lesiones (que pueden inclusive poner en riesgo su vida) que las mujeres adultas cuando cursan embarazos o tienen partos.

El asunto fue turnado al Juez Segundo de Distrito del Vigésimo Noveno Circuito, con sede en Pachuca, el cual admitió la demanda el 24 de marzo de 2015 pero negó la suspensión solicitada, sobreseyó el juicio, declaró infundados los conceptos de la quejosa y negó el amparo. Según el juez: 
- No podían estudiarse las transgresiones cometidas por la perita en psicología, pues no eran actos de autoridad sino meros actos de auxilio para el Ministerio Público.
- El artículo impugnado del Código Penal local no es discriminatorio ni atenta contra los derechos de las personas, dado que no prohíbe el aborto legal, sino que lo condiciona al cumplimiento de ciertos requisitos, los cuales son los mismos para todas las mujeres. La consecuencia directa de no imponerle a las madres requisitos para interrumpir el embarazo sería autorizar o permitir de manera arbitraria la privación de la vida del concebido e incluso el riesgo de que pierda la vida la progenitora.
- La pérdida de la vida del nasciturus es de un valor jerárquico mayor que las posibles lesiones que pudiera tener la quejosa durante el embarazo o el parto. Si se permitía la interrupción legal de embarazo, se estaría autorizando implícitamente la privación de una vida.

Sobre eso último, el juez fundamentó sus opiniones en diferentes legislaciones. Supuestamente, sobre la Constitución Política de los Estados Unidos Mexicanos, los artículos 1.º, 14.º y 22.º protegerían el derecho a la vida de cualquier persona incluido el feto, el artículo 123.º (apartado A, fracciones V y XV; así como el apartado B, fracción XI) indicaría que la protección a la vida se da desde la concepción debido a que considera protecciones laborales para las mujeres trabajadoras durante el embarazo y el artículo 4.º ordenaría la protección del no nacido debido al principio de interés superior de la niñez. Sobre la Convención sobre los Derechos del Niño, el preámbulo menciona que las niñas, niños y adolescentes; por su falta de madurez física y mental, necesitan protección legal y cuidados especiales, tanto antes como después del nacimiento. Sobre el Código Civil del Estado de Hidalgo, el artículo 22.º establece que desde que un individuo es concebido, entra bajo la protección de la ley. Sobre el Código Civil Federal, los artículos 1314.º y 2357.º justifica que el concebido pueda ser designado heredero o donatario. Sobre el Código Penal Federal y el Código Penal para el Estado de Hidalgo, el bien jurídico tutelado es la vida humana y ambos hacen alusión a la muerte del producto de la concepción como un delito.
Por lo tanto, y en desacuerdo con la resolución anterior, Carlota interpuso un recurso de revisión ante el Segundo Tribunal Colegiado del Vigésimo Noveno Circuito el cual fue aceptado el 25 de junio de 2015. Esta vez, se sostuvo que:
- El juez interpretó el derecho a la vida en términos absolutos, lo que contradice lo ya resuelto por la SCJN en las resoluciones AI 146/2007 y AI 147/2007.
- La expresión "en general" que contiene el artículo 4.º de la Convención Americana sobre Derechos Humanos (referente al derecho a la vida) deja un margen para que cada país legisle libremente y como mejor le convenga, por lo que no es posible concluir que la protección del nasciturus inicia siempre desde la concepción. En ese mismo sentido, la Corte Interamericana de Derechos Humanos, resolvió no otorgarle el estatus de "persona" al embrión en el caso Artavia Murillo (Fertilización In Vitro) vs. Costa Rica.
- Se puede justificar el establecimiento de ciertos requisitos para acceder al aborto legal, pero esto no implica que el legislativo local pueda imponer cualquier exigencia, pues estas deben cumplir con los estándares nacionales e internacionales en la materia. Así, la cláusula de presentar denuncia antes de tener conocimiento del embarazo es irrazonable, desproporcionado y carece de todo sustento médico y legal.
- El juez debió limitarse al estudio de la constitucionalidad de los requisitos del artículo impugnado (158.º fracción II) del Código Penal local, pues no se combatió la constitucionalidad del delito de aborto en general.
- Los peritajes rendidos en este tipo de procedimientos deben considerarse actos de autoridad, pues el fiscal se apoya en éstos para resolver si es o no procedente la interrupción del embarazo.

Fue hasta agosto de 2015, cuando Carlota solicitó que la SCJN atrajera su caso. Así, la discusión fue llevada a la Primera Sala donde se asignó al ministro Arturo Zaldívar Lelo de Larrea como ponente del proyecto, con el expediente AR 45/2018. Como aquel ministro fue designado presidente del alto tribunal el 2 de enero de 2019, el dictamen se concedió a la ministra Ana Margarita Ríos Farjat. Su análisis ocurrió el 23 de febrero de 2022 y fue aprobado por cinco de los cinco ministros (Alfredo Gutiérrez Ortiz Mena, Jorge Mario Pardo Rebolledo, Juan Luis González Alcántara Carrancá, Norma Lucía Piña Hernández y la misma expositora).
Sobre las conclusiones sobresale que el juez sí realizó una indebida interpretación de la protección del derecho a la vida, ya que en septiembre de 2021, el Pleno de la SCJN había decidido que no es constitucional ni sancionar con pena de prisión a la mujer o persona con capacidad de gestar que decide voluntariamente interrumpir su embarazo por cualquier motivo (AI 148/2017), ni las previsiones que establecen que la protección a la vida comienza desde la concepción (AI 106/2018 y AI 107/2018). Los tratados internacionales que el Estado mexicano ha suscrito y ratificado tampoco reconocen que el "derecho a la vida" debe entenderse de manera coercitiva con prohibiciones al aborto legal y electivo que pongan en riesgo la salud y la vida de las mujeres y personas gestantes. Es más, la protección de este derecho exige que los países adopten medidas positivas sobre la interrupción del embarazo. Cada país puede establecer en su legislación que la vida iniciaría desde el momento de la concepción, pero no es una obligación hacerlo y mucho menos se puede usar esto como pretexto para vulnerar los derechos sexuales y reproductivos de la ciudadanía. Igualmente, en agosto de 2007, ese mismo Pleno había resuelto que la protección a la vida del nasciturus no es absoluta por lo que el acceso al aborto legal es una medida que salvaguarda los derechos de las mujeres y de las personas gestantes para decidir sobre su cuerpo, su vida y su salud física o mental (AI 146/2007 y AI 147/2007). El derecho a decidir funge como un instrumento para ejercer el libre desarrollo de la personalidad, la autonomía personal y la protección de la intimidad. Por lo tanto, en la maternidad debe subyacer la noción de voluntad. Correspondería entonces al poder legislativo corregir cualquier conflicto que existiera en la legislación sobre lo mencionado con anterioridad.
Igualmente, el juez debió actuar con perspectiva de género, la cual obliga a todos los órganos jurisdiccionales a leer e interpretar una norma tomando en cuenta que existen relaciones asimétricas de poder, prejuicios y patrones estereotípicos que afectan mucho más a un género que al otro; sobre todo cuando se tratan de menores de edad. Son sobre todo las mujeres quienes se han encontrado históricamente en desventaja como consecuencia de la construcción sociocultural que se ha desarrollado en torno a la posición y al rol que debieran asumir. La condición de vulnerabilidad es especialmente evidente en niños, niñas y adolescentes por lo que se debe impedir su revictimización. Quienes tengan encomendada la función de impartir justicia deben identificar los impactos desiguales que de derecho o de hecho pueden sufrir las personas, ya sea directa o indirectamente, con motivo de la aplicación del marco normativo e institucional mexicano. Por lo tanto, la negación de servicios de aborto legal y las barreras que restringen o limitan su acceso, constituyen actos de discriminación y una violación al derecho a la igualdad ante la ley. No sólo eso, las distintas negativas del Ministerio Público, basadas en estereotipos sobre la forma en la que se considera que deben reaccionar las víctimas de un delito de violación sexual, se colocó a la adolescente en un estado de mayor fragilidad al tener que acudir, por sus propios medios, a una clínica privada en la Ciudad de México.
El derecho a la salud reconocido en el artículo 4.º de la Constitución general se define como la garantía de todas las personas al disfrute del más alto nivel posible de salud física y mental. Sobre eso mismo, el artículo 12.º de la Convención sobre la Eliminación de Todas las Formas de Discriminación Contra la Mujer prevé que los países adopten todas las medidas apropiadas para eliminar la discriminación contra la mujer en la esfera de la atención médica a fin de asegurar, en condiciones de igualdad, el acceso a servicios de atención médica. Por su parte, el Comité para la Eliminación de la Discriminación contra la Mujer, en su Observación General 22, precisa que los Estados deben garantizar la atención de la salud a las víctimas de violencia sexual y doméstica, en todas las situaciones, en particular, el acceso anticonceptivos de emergencia y servicios de aborto sin riesgo. Del mismo modo, la Recomendación General número 24 "La mujer y la salud", señala que el acceso de la mujer a una adecuada atención médica tropieza también con otros obstáculos, como las leyes que penalizan ciertas intervenciones médicas que las afectan exclusivamente. Por lo tanto, los Estados deberían enmendar la legislación que castigue el aborto a fin de abolir las medidas punitivas impuestas. El mismo Comité ha recomendado a México poner mayor empeño en acelerar la armonización de las leyes para garantizar el aborto legal en concordancia con la Ley General de Víctimas y la NOM-046-SSA2-2005. Esa misma Primera Sala de la SCJN ya había resuelto que para garantizar el derecho a la salud se deben adoptar medidas para que la interrupción del embarazo sea posible, disponible, segura y accesible.
Finalmente, la reparación integral del daño implica:
- Rehabilitación. Para reintegrar a la víctima a la sociedad por medio de la atención especializada médica y psicológica, así como servicios y asesoría jurídicos.
- Compensación. Ya sea del daño moral o a través del pago de los salarios o percepciones correspondientes por lesiones que causen incapacidad para trabajar, los costos del asesor jurídico cuando éste sea privado, de los tratamientos médicos o terapéuticos necesarios para la recuperación de la salud psíquica y física de la víctima, así como de transporte, alojamiento, comunicación o alimentación ocasionados al trasladarse al lugar del proceso o para asistir al tratamiento.
- Satisfacción. Que incluye declaración oficial, decisión judicial o disculpa pública de parte del Estado que  incluya el reconocimiento de los hechos y la aceptación de responsabilidades y que restablezca la dignidad, la reputación y los derechos de la víctima y de las personas estrechamente vinculadas a ella. La revelación pública y completa de la verdad y de los hechos no debe provocar más daños o amenazas a la seguridad y los intereses de la víctima o de las personas estrechamente vinculadas a ella. Igualmente se debe aplicar las sanciones judiciales o administrativas a los responsables de las violaciones de derechos humanos.
- No repetición. Con la propia declaración de inconstitucionalidad de la porción normativa considerada (reformada en 2021), la impartición de programas de capacitación dirigidos a las y los servidores públicos orientados a la enseñanza de los derechos humanos, así como la revisión y reforma de las leyes, normas u ordenamientos legales que contribuyan o permitan las violaciones de derechos humanos.

## Debate

### A favor
Las colectivas feministas en el estado, al igual que en otras partes del país, siguen trabajando a través de campañas informativas y redes de acompañamiento para superar los obstáculos que impiden el acceso real y eficiente al servicio. Se considera que, después de la Ciudad de México, Hidalgo ha sido la que mejor ha implementado estrategias posteriores a la despenalización y legalización. Si bien se percibe una mejoría en el servicio, sobre todo en las zonas metropolitanas de Pachuca y el Valle del Mezquital, las quejas podrían seguir proviniendo de las zonas rurales y aun estarían centradas en la falta de difusión (por lo que muchas mujeres y personas gestantes aún no saben que el procedimiento es totalmente gratuito en clínicas y hospitales públicos, en cuales de esas unidades se puede realizaro cuales son los requisitos para acceder a él), así como en la sensibilización y la capacitación deficiente del personal de los servicios públicos de salud (por lo que algunas personas usuarias han reportado malos tratos o que existe desconocimiento en los esquemas y protocolos necesarios para atenderlas). Durante los primeros meses de la reforma se reportaron cobros injustificados y hasta negación en las solicitudes, sin embargo en la actualidad, ya no existen denuncias sobre eso. Tampoco existen registros oficiales, tanto definitivos como constantemente actualizados, sobre el número de intervenciones o de unidades públicas donde se puede realizar el servicio, los cuales podrían ayudar a que las autoridades de la entidad sepan el sentido exacto que deben tomar para subsanar las carencias y las omisiones.
Así, las organizaciones feministas en Hidalgo siguen manifestándose constantemente, sobre todo en el marco del Día de Acción Global por un aborto legal y seguro (cada 28 de septiembre), para exigir al gobierno local algunas demandas concretas: 
- Aumentar los esfuerzos de divulgación en las regiones más alejadas de los centros urbanos. Sobre esto, algunas colectivas y asociaciones como She Decides, Servicios de Inclusión Integral y Derechos Humanos A.C. (Seiinac), Di Ramona, Marea Verde, Sororidad Tolcayuca y Tetik Siuatl han trabajado con traductoras como Rocío Coxanteje Maya para tener folletos informativos en náhuatl y otomí (o hñahñu).[31]
- La implementación y adaptación local del programa federal del Lineamiento Técnico para la atención del Aborto Seguro en México.
- La creación de una plataforma de ayuda y atención. Hasta ahora, Di Ramona ha puesto en marcha el proyecto "ILE Hidalgo" en las redes sociales Facebook e Instagram, así como línea telefónica (771-473 7943). Por su parte, Seiinac también ha habilitado dos líneas telefónicas (771-442 1698 y 771-133 6044) para asesoría.
- El suministro suficiente de medicamento (mifepristona y misoprostol).
- Que el servicio no sólo se otorgue en unidades de la Secretaría de Salud de Hidalgo (SSH) sino también en clínicas y hospitales del sistema de seguridad social federal (IMSS e ISSSTE) pero ubicados dentro de los límites del estado.
- Sensibilización sobre el aborto seguro y legal para los futuros profesionales de la salud en todas las universidades de la entidad.

### En contra
Al igual que algunas otras entidades, hasta la fecha, los grupos religiosos y conservadores en el estado han respondido de manera más bien moderada.
En primer lugar, un día después de la aprobación de la reforma, tanto el arzobispo de Tulancingo (Domingo Díaz Martínez) como el obispo de Tula (Juan Pedro Juárez) y el sacerdote de Pachuca (Marciano Reyes García) pidieron al gobernador en turno que la vetara, pues según ellos, se aprobó "de manera precipitada y sin consultar al pueblo". En su mensaje, los jerarcas católicos expresaron algunas ideas que no pudieron sustentar con datos; como que "el aborto afecta a la madre", "la resolución no la comparte la mayoría de los hidalguenses" o que los legisladores "cayeron en la trampa de otros intereses ajenos a la identidad de nuestro pueblo". Igualmente, se pronunciaron a favor de una "formación sexual" donde debería participar la Iglesia, la catequesis, la familia y la escuela; ya que supuestamente los jóvenes están informados, pero no "formados". Terminaron asegurando que el "catecismo toma en cuenta lo que dice la ciencia", aunque evitaron pronunciarse sobre si la institución respaldaría el uso de anticonceptivos.
Posteriormente, en julio de 2021, el grupo parlamentario del PAN en el Congreso local promovió un juicio para la protección de los derechos político-electorales ante el Tribunal Electoral del Estado de Hidalgo (TEEH) para así también tratar de revertir las modificaciones. Esta vez, argumentaron que durante el debate parlamentario no se les permitió ni expresarse ni votar, a pesar de que en la transmisión en vivo de la sesión de ese día (ordinaria número 201, misma que se encuentra grabada y accesible desde internet para cualquier persona que acceda al canal oficial del legislativo estatal) se puede comprobar que varios de los diputados y diputadas de ese partido pidieron subir al estrado para exponer su rechazo al proyecto y se les permitió hacerlo. La demanda fue desechada días después ya que los magistrados del TEEH declararon que eso no es de su competencia, sino de los de los órganos internos de ese Congreso local, además de que sus exigencias son insuficientes para revocar aquella sesión (así como los acuerdos aprobados en ella) y que no hubo lesión a sus derechos políticos o electorales. Ante la negativa, buscaron impugnar a través del Tribunal Electoral del Poder Judicial de la Federación (TEPJF), pero este también los rechazó en agosto de 2021.
La Constitución Política de los Estados Unidos Mexicanos señala que para que una acción de inconstitucionalidad se tomen en cuenta, se necesita el respaldo del 33% de la minoría parlamentaria en cuestión, que para el caso de Hidalgo serían 10 legisladores. Es por eso que, de manera paralela, 11 diputados y diputadas locales del PRI, PAN, Partido Encuentro Social (PES, partido que suele clasificarse como derecha conservadora en el espectro político mexicano) y hasta una independiente que militaba anteriormente en el PRD (y que en aquel entonces apoyaba la despenalización y legalización del aborto voluntario) presentaron una acción de inconstitucionalidad ante la SCJN, la cual fue admitida el día 4 de agosto de 2021, pero aún no ha sido discutida. Cuando las colectivas y organizaciones feministas de la entidad se enteraron y reclamaron a esos legisladores por su falta de empatía y congruencia, algunos (como del PRI) se deslindaron con el pretexto de que "ellos no firmaron ese documento".
También se pronunció en contra el Consejo Interreligioso del Estado de Hidalgo, una agrupación creada en 2019 con apoyo de la Iglesia Católica, 15 iglesias evangélicas y el Movimiento de los Santos de los Últimos Días. No solo eso, en septiembre de 2021, días después de las sentencias de la SCJN (acciones de inconstitucionalidad AI 148/2017, AI 106/2018, AI 107/2018 y AI 54/2018) presentaron un amparo ante el Juzgado Cuarto de Distrito del Vigésimo Noveno Circuito, con sede en Pachuca, para que se revisara la constitucionalidad de la nueva normativa. Se les avisó que hasta noviembre se empezaría a revisar ese asunto, pero en marzo de 2022 fueron desestimados. El grupo tenía la intención de hacer comparecer a supuestos peritos en materia genética para que explicaran que es el ADN y como estaba relacionado con la vida humana. Sin embargo, su propuesta fue considerada como no idónea.
Cabe resaltar que sobre esto último, la postura de las asociaciones religiosas se basa en que una persona es tal desde el momento en que es concebida y por lo tanto la vida humana iniciaría en ese momento. Sin embargo, muchos científicos importantes en México rechazan esa afirmación. De hecho, así lo declararon Rubén Lisker Yourkowitsky y Ricardo Tapia Ibargüengoytia en 2007 cuando la SCJN discutía las sentencias AI 146/2007 y AI 147/2007 sobre la despenalización y legalización del aborto electivo en el entonces Distrito Federal.
Es por lo anterior, que a manera de "último recurso", el día 16 de marzo de 2022, se instaló frente al Hospital Obstétrico de la Mujer (en la ciudad de Pachuca) un "puesto de oración contra el aborto" del movimiento 40 Días por la vida.

## Datos

### Estadísticas
Hasta la fecha y al igual que las otras entidades, a excepción de la CDMX, tanto la secretaría de salud como los servicios de salud del estado (SSH) aún no pública, de manera accesible y constante, información sobre el número de procedimientos (totales, por año o por unidad de atención), sobre las usuarias o los usuarios (procedencia, edad, nivel educativo, estado civil, ocupación, número de hijos o semanas de gestación) o sobre el tipo de procedimiento.
Únicamente, por datos obtenidos mediante solicitudes de transparencia elaboradas por el Grupo de Información en Reproducción Elegida, se sabe que hasta enero de 2023 sólo se han realizado 1 198 procedimientos.

### Unidades, procedimientos y requisitos
Hasta la fecha y al igual que las otras entidades, a excepción de la CDMX, tanto la secretaría de salud como los servicios de salud del estado (SSH) aún no ha facilitado la información sobre procedimientos, requisitos o unidades de atención.
Según el Directorio de Servicios de Aborto Seguro, programa federal a cargo del Centro Nacional de Equidad de Género y Salud Reproductiva (CNEGSR), así como la asociación civil Servicios de Inclusión Integral y Derechos Humanos A.C. (Seiinac) y la asociación civil Ipas México, existen 16 unidades (hospitales o clínicas) pertenecientes al sistema de salud local para atender los casos, los cuales son:
- Clínica de Salud Sexual y Reproductiva de Pachuca (al interior de la Unidad de Atención Médica Asistencial a Pacientes de Grupos Vulnerables), en la colonia Barrio La Surtidora de la ciudad de Pachuca.
- Hospital General de Pachuca, en la colonia Ciudad de los niños de la ciudad de Pachuca.
- Hospital Hospital Materno-Infantil, en la colonia Ex Hacienda de Guadalupe de la ciudad de Pachuca.
- Hospital General de Actopan, en la colonia Chapultepec de la ciudad de Actopan.
- Hospital General del Altiplano, en la colonia Ampliación San Rafael de la ciudad de Apan.
- Hospital Integral Atlapexco, en la colonia Valle Verde de la ciudad de Atlapexco.
- Hospital Básico Comunitario de Huehuetla, en la colonia Lindavista de la ciudad de Huehuetla.
- Hospital Regional de la Huasteca, en la colonia Ejido Chililico de la ciudad de Huejutla.
- Hospital General de Huichapan, en la colonia Barrio Abundio Martínez de la ciudad de Huichapan.
- Hospital Integral de Jacala, en la colonia Barrio El Cerrito de la ciudad de Jacala.
- Hospital Integral de Cinta Larga, ubicado en la localidad de Motobatha del municipio de Mixquiahuala.
- Hospital Regional Otomí Tepehua, en la colonia La Magdalena de la ciudad de San Bartolo Tutotepec.
- Hospital Regional del Valle del Mezquital, ubicado en la colonia Taxadho de la ciudad de Ixmiquilpan.
- Hospital Integral de Tlanchinol, en la colonia Barrio Unidad Deportiva de la ciudad de Tlanchinol.
- Hospital General de Tula, en la colonia El Carmen de la ciudad de Tula.
- Hospital General de Tulancingo, en la colonia Paxtepec de la ciudad de Santiago Tulantepec.

Y 3 unidades (hospitales o clínicas) del ISSSTE, los cuales son:
- Hospital General Pachuca "Dra. Columba Rivera Osorio", ubicado en la colonia ISSSTE de la ciudad de Pachuca.
- Clínica Médico Familiar Mixquiahuala, ubicado en la colonia 1ra Demarcación Poniente de la ciudad de Mixquiahuala.
- Clínica Médico Familiar Tulancingo, ubicado en la colonia Jardines del Sur de la ciudad de Tulancingo.

También se han instalado otras clínicas privadas en las principales ciudades de la entidad.
Como indica la guía federal del Lineamiento Técnico para la atención del Aborto Seguro en México (siguiendo los estándares de la Organización Mundial de la Salud), en la actualidad, el legrado uterino instrumental se considera obsoleto, nocivo y está totalmente desaconsejado. En su lugar, los protocolos federales sugieren dos abordajes para interrumpir embarazos de manera segura y de calidad, siempre y cuando se realicen bajo las condiciones médicas correctas y en un contexto de legalidad:
- Aborto farmacológico, con el uso de mifepristona y misoprostol por diferentes vías (vestibular, vaginal o sublingual) ya sea combinado (ambas sustancias) o de manera individual (misoprostol únicamente). Ambos medicamentos provocan dilatación del cérvix y contracciones uterinas que contribuyen a la expulsión de su contenido. La dosis y vía de administración del tratamiento depende de las semanas de gestación o del antecedente de cirugías uterinas previas. Se considera no invasivo por lo que no necesita de un antibiótico profiláctico (previo a la intervención). En el régimen combinado (comparado con el individual) el tiempo para la resolución del aborto es menor (en horas o días) y suele haber menos molestias posteriores. Su éxito terapéutico podría disminuir conforme aumenta la edad gestacional. Antes de la semana 10, el procedimiento puede realizarse total o parcialmente autogestionado y con una asesoría o vigilancia mínima (ya sea por prestador/a de servicios de salud o por colectiva de acompañamiento). En cambio, entre la semana 10 y 12 se requiere mayor seguimiento y vigilancia por el personal especializado. Está contraindicado en presencia de inestabilidad hemodinámica y sepsis.
- Aborto quirúrgico, a través de la succión del producto con la ayuda de instrumentación médica de operación manual o eléctrica (como cánulas, tubos o bombas). Sí precisa de antibiótico profiláctico (previo a la intervención), así como de bloqueo paracervical y analgésicos. Las molestias posteriores serían mínimas y la resolución del aborto es inmediata. También es conocido como aspiración endouterina y es la primera elección cuando hay presencia de inestabilidad hemodinámica y sepsis.

Al tratarse de procedimientos médicos, se tiene la posibilidad de presentar pequeñas molestias que pueden controlarse satisfactoriamente si se toman las medidas preventivas y se sigue fielmente las recomendaciones del personal especializado. Estas pueden ser dolor cólico y sangrado transvaginal, ligeramente mayor a lo experimentado en una menstruación. La intensidad de lo anterior disminuirá de manera progresiva, aunque podría continuar en menor cantidad y de manera esporádica durante las primeras 4 a 6 semanas. También se puede experimentar algo de fiebre en las primeras 24 horas, la cual cederá con la ingesta de antipiréticos. Así mismo, para evitar el riesgo de infección, se deberán tomar medidas de higiene vaginal y no se recomienda tener relaciones sexuales en un periodo aproximado de dos semanas.
Igualmente, existe una pequeña posibilidad, y bastante infrecuente, de experimentar algunos riesgos. De esta manera, la o el paciente deberá buscar atención médica inmediata ante los siguientes datos de alarma: ausencia de sangrado o cantidad mínima de este (sobre todo entre las primeras 4 a 6 horas posteriores ya que puede indicar fallo en el procedimiento o un embarazo ectópico), un sangrado persistente y progresivo (que empape más de dos toallas higiénicas por hora durante dos horas consecutivas), secreción fétida, debilidad, mareo, reacciones alérgicas a algún medicamento (como exantemas o edemas faciales o bucales), así como fiebre o malestar general después de las primeras 24 horas.
En el primer trimestre, los procedimientos siempre deberían ser ambulatorios, por lo que pueden realizarse en cualquier unidad de primer nivel (centros de salud o clínicas familiares). En el segundo trimestre se requeriría de atención intrahospitalaria, por lo que pueden realizarse en cualquier unidad de segundo nivel (hospitales generales o regionales).
Así mismo, el Lineamiento Técnico para la atención del Aborto Seguro en México hace hincapié en dos leyes federales fundamentales: la NOM-046-SSA2-2005 y la Ley General de Víctimas (LGV). Estas dos últimas normatividades señalan que para acceder a la Interrupción Voluntaria del Embarazo (en caso de violación) no se necesita presentar denuncia previa ante el Ministerio Público o contar con la autorización de éste. Debido al principio de buena fe, el único requisito es una solicitud por escrito bajo protesta de decir la verdad, en la que se manifiesta que dicho embarazo es producto de una violación. El personal de los servicios de salud no está obligado a verificar el dicho de las y los solicitantes. Las personas menores de 12 años requieren autorización de madre, padre, tutor o representante legal. En cambio, las y los menores de edad, pero mayores de 12 años ya no necesitan de aquel permiso (pueden tomar la decisión de manera autónoma). Finalmente, ni la LGV ni la NOM-046-SSA2-2005 establecen límites gestacionales para hacer valer el derecho al aborto cuando existe una agresión sexual. La misma SCJN ha emitido sentencias que validan todo lo anterior (amparos en revisión AR-601/2017, AR-1170/2017, AR-438/2020 y AR-438/2020; controversias constitucionales CC 53/2016 y CC 45/2016).
Finalmente y posterior a la consejería, las y los pacientes tendrían que llenar y firmar formatos sobre el consentimiento informado pues representa el principal instrumento jurídico y ético para que la persona sea dueña efectiva de sus decisiones, como corresponde a su dignidad y autonomía. A través de este documento, las personas usuarias del servicio otorgarán o no su autorización para cada uno de los procedimientos (como la modalidad de abordaje o el método anticonceptivo posterior), las posibles alternativas o los probables riesgos. Así mismo, las y los pacientes tienen el derecho y facultad de poder revocarlo si así lo quieren. En caso de personas con discapacidad transitoria o permanente, el consentimiento informado debería ser suscrito por el familiar más cercano o el tutor / representante legal. En casos extremos, cuando no exista acompañante y la persona usuaria cuenta con una discapacidad, el personal médico (previa valoración y con el acuerdo de por lo menos dos profesionales) podrían otorgar el consentimiento informado.